# Vida Goldstein
Vida Goldstein (teljes neve: Vida Jane Mary Goldstein; (Portland, 1869. április 13. –‎ South Yarra, 1949. augusztus 15.) ausztrál szüfrazsett volt.
Az első nő volt a Brit Birodalomban, aki parlamenti képviselőválasztáson elindulhatott. Az 1903-as szövetségi választásokon ugyanis – a világon elsőként megtartott olyan választásokon, amelyen nők is indulhattak – a négy női jelölt közül az egyik volt.
Felvilágosult szemléletű családba született. Apja gondos oktatást biztosított lányainak,  szabad, független szemléletben nevelte őket.
Gyermekkorában a család Melbourne-be költözött. Édesanyjuk is már a női egyenjogúság harcosa volt.
Vida Goldstein a Ladies 'Presbyterian College-be járt. Már tinédzserként segítette anyját aláírások gyűjtésében egy petícióhoz, amely a nők szavazati jogát követelte (Woman Suffrage Petitiont).
Belépett a United Council for Women’s Suffrage szervezetbe, és 1899-ben elnökévé választották.
1900-ban The Australian Women’s Sphere névvel, majd The Woman Voter címmel hetilapot alapított.

## Érdekességek
- Vida Goldstein egyike annak a hat ausztrálnak, akiknek háborús tapasztalatait a The War That Changed Us című négy részből álló televíziós dokumentumfilmsorozat mutatta be Ausztrália részvételét az első világháborúban.
- Vida Goldstein az egyik főszereplőként jelenik meg az Out of the Silence című Wendy James regényben.

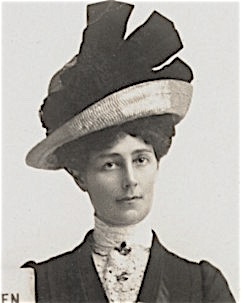
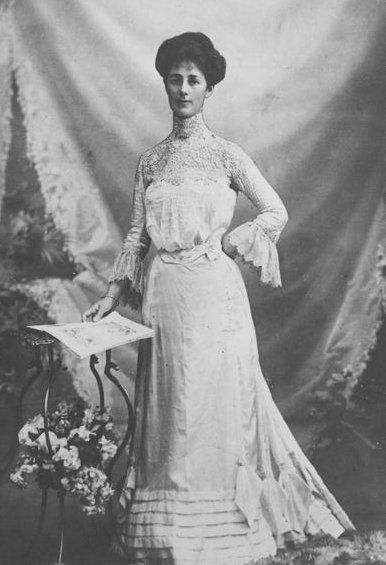
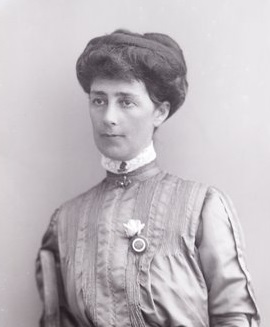